# Dino Morea
Dino Morea (hindi : डीनो मोरिया, kannada : ಡಿನೋ ಮೋರಿಯಾ) est un acteur indien né le 9 décembre 1975 à Bangalore (Inde). Il se fait connaitre du grand public en 2002 grâce à Raaz de Vikram Bhatt, son seul succès commercial.

## Carrière
Bollywood remarque Dino Morea et en 1999 il tourne son premier film,  Pyaar Mein Kabhi Kabhi, échec commercial dans lequel il passe inaperçu. On lui offre ensuite un petit rôle dans Kandukondain Kandukondain, film tamoul de Rajiv Menon qui adapte avec finesse Raison et sentiments de Jane Austen.
Dino Morea connaît enfin le succès en 2002 grâce à Raaz, réalisé par Vikram Bhatt, produit par Mukesh Bhatt et remake d'Apparences (Robert Zemeckis). Ce thriller fantastique est le premier d'une série qui associe Dino Morea à Bipasha Basu ; mais leurs collaborations ultérieures se soldent par des échecs : Gunaah (Amol Shetge, 2002), Ishq Hai Tumse (G. Krishna, 2004), Rakht (Mahesh Manjrekar, 2004), Chehraa (Saurabh Shukla, 2005).
Dino Morea enchaîne les films et les flops : Baaz aux côtés de Suniel Shetty et Karishma Kapoor, Sssshhh avec Tanisha Mukherjee en 2003, Plan en 2004, Aksar, Holiday, Fight Club - Members Only, Aap Ki Khatir. Seule la comédie Tom Dick and Hary (2006) émerge tandis que Life Mein Kabhie Kabhiee et Dus Kahaniyaan en 2007 ne trouvent pas non plus leur public. L'année 2008, bien que productive, n'est pas plus propice avec Bhram, Meeting Se Meeting Tak, Anamika, Kabhi Bhi Kahin Bhi, Heroes, Karzzzz, Gumnaam - The Mystery, Sargna et Deha. Suivent en 2009, Acid Factory et Main Aurr Mrs Khanna aux côtés de Salman Khan et Kareena Kapoor. En 2010 il interprète un personnage secondaire dans Pyaar Impossible qui, malgré la présence de Priyanka Chopra, est également un échec commercial.
En 2012 l'acteur se lance dans la production avec Jism 2, qui connaît un grand succès au box-office.

## Vie personnelle
Dino Morea est né à Bangalore, capitale du Karnataka, d'un père Italien et d'une mère anglo-indienne. Il est le deuxième enfant d'une fratrie de trois garçons composée de Nicolo, l'aîné et Santino, le benjamin. Après avoir passé son enfance en Italie, il revient à Bangalore en 1986 où il fréquente la Bangalore Army School puis le St. Josephs College. Il commence ensuite une carrière de mannequin et participe à plusieurs concours de beauté masculine : il se classe deuxième au Manhunt international 1995 et remporte le Gladrags Supermodel en 1999.
En 2000, alors qu'ils sont tous deux mannequins, Dino Morea entame une relation avec Bipasha Basu dont il se sépare en 2002. Il entretient ensuite une relation avec l'actrice Lara Dutta jusqu'en 2009 puis avec Nandita Mahtani.

## Filmographie
- 1999 : Pyaar Mein Kabhi Kabhi : Sidd
- 2000 : Kandukondain Kandukondain : Vinod (film tamoul)
- 2002 : Raaz : Aditya Dhanraj
- 2002 : Gunaah : Aditya
- 2003 : Baaz : Raj Singh
- 2003 : Sssshhh... : Rocky
- 2004 : Ishq Hai Tumse : Arjun
- 2004 : Plan : Bobby
- 2004 : Insaaf: The Justice : IPS Officer Abhimanyu Singh
- 2004 : Rakht: What If You Can See the Future : Sunny
- 2005 : Chehraa : Akash
- 2006 : Aksar : Rajveer
- 2006 : Holiday : Dino
- 2006 : Fight Club - Members Only : Karan
- 2006 : Tom, Dick, and Harry : Tom
- 2006 : Julie : Shashi (film kannada)
- 2006 : Aap Ki Khatir : Danny
- 2007 : Life Mein Kabhie Kabhiee : Rajeev Arora
- 2007 : Om Shanti Om : lui-même, participation exceptionnelle dans Deewangi Deewangi
- 2007 : Dus Kahaniyaan : Dino
- 2008 : Bhram Shantanu
- 2008 : Meeting Se Meeting Tak : Rahul
- 2008 : Anamika : Vikram Singh Sisodiya
- 2008 : Kabhi Bhi Kahin Bhi : Raj
- 2008 : Har Pall : Ambi, participation exceptionnelle
- 2008 : Heroes : Sahil Naqvi
- 2008 : Karzzzz : Ravi Verma
- 2008 : Gumnaam - The Mystery : Dev
- 2008 : Sargna
- 2008 : Deha
- 2009 : Acid Factory
- 2009 : Main Aurr Mrs Khanna : Sanjay
- 2010 : Pyaar Impossible : Varun Sanghvi / Siddharth Singh
- 2012 : Dostana 2 (tournage)[15]
- 2012: Jism 2
- 2014: Happy New Year
- 2015: Alone : Kabir
- 2017: Solo : Raunaq Sachdeva
- 2021: Helmet : Biker

## Production
- 2012 : Jism 2